# Wyeomyia mystes
Wyeomyia mystes är en tvåvingeart som beskrevs av Dyar 1924. Wyeomyia mystes ingår i släktet Wyeomyia och familjen stickmyggor. Inga underarter finns listade i Catalogue of Life.